# Frans Van Hoorebeke
Franciskus „Frans” Van Hoorebeke (ur. 26 stycznia 1908 wcGandawie, zm. 10 lipca 1984 tamże) – belgijski zapaśnik walczący w stylu wolnym. Olimpijczyk z Berlina 1936, gdzie zajął jedenaste miejsce w wadze średniej.

## Turniej wBerlinie 1936
| Konkurencja      | Walki                 | Walki                  | Klas. końcowa |
| Konkurencja      | Przeciwnik I          | Przeciwnik II          | Miejsce       |
| ---------------- | --------------------- | ---------------------- | ------------- |
| 79 kg styl wolny | Kyösti Luukko (FIN) P | Jaroslav Sysel (CSK) P | 11.           |